# Pete Fenson
Pete Fenson, född 29 februari 1960 i Bemidji i Minnesota, är en amerikansk curlingspelare.
Han tog OS-brons i herrarnas curlingturnering i samband med de olympiska curlingtävlingarna 2006 i Turin.